# Jean Best
Pour les articles homonymes, voir Best.
Jean Baptiste Best, né à Toul le 27 juin 1808 et mort à Paris 6e le 2 octobre 1879, est un dessinateur, graveur sur bois et imprimeur français. Fondateur de l'Atelier ABL, il est l'un des plus gros producteurs en France de bois gravés destinés à la presse écrite française durant les années 1830-1850.

## Biographie
Originellement graveur sur cuivre, Jean Best, associé au graveur d'origine britannique John Andrew (1815-1870), ancien élève de Charles Thompson, et à Isidore Leloir (1806-1851), fonde à Paris en 1832, l'Atelier ABL (pour « Andrew-Best-Leloir »), spécialisé dans la gravure sur boit debout. En août 1834, l'Atelier expose au Salon, obtient la médaille d'argent et devient le principal fournisseur du magazine français illustré, Le Magasin pittoresque ; son directeur, Édouard Charton, nommera dans un deuxième temps Jean Best comme gérant du périodique, après un conflit en 1846-1848 avec Alexandre Lachevardière, accusé de malversations. Jean Best, sorti vainqueur de l'affrontement, peut ensuite racheter l'imprimerie, créer la maison d’édition « Aux bureaux du Magasin pittoresque » et tenir toutes les commandes du recueil,.
Installé au départ rue Jacob, l'atelier voit passer un grand nombre de graveurs tels que Laurent Hotelin, Isidore Régnier, Joseph Burn Smeeton, Joachim-Jean Cosson, Charles Barbant, Héliodore Pisan, Henri Théophile Hildibrand... Après 1843, Hotelin et Régnier rejoignent comme associés l'Atelier, Andrew décidant de travailler en solo. La raison sociale change, les bois produits portent parfois la mention ABLHR, BLHR, « Best, Hotelin et Cie », puis « Best, Cosson & Smeeton » (à partir de 1861), au gré des contrats. Best reste fidèle au Magasin pittoresque tout en produisant des illustrations pour d'autres périodiques comme le Musée des familles et L'Illustration, ainsi que de nombreux ouvrages d'éditeurs pour des publics jeunes et adultes. Best se retire de la production en 1874 mais reste associé gérant avec Charton du Magasin jusqu'à sa mort, en 1879,,.

## Adolphe et Eugène Best
Jean Best a deux frères graveurs. D'abord Adolphe Best (vers 1815-1843) lequel se fait remarquer dans les années 1830 pour des éditions illustrées (dont le Robinson Crusoé illustré par Napoléon Thomas, publié par Borel et Varenne en 1836), le second est Eugène Best (1818-1860 [?]).

## Distinctions
- Chevalier de la Légion d'honneur le 21 février 1866[9]
- Ordre du Christ du Portugal le 2 mai 1866[9]